# Parafia św. Józefa Oblubieńca Najświętszej Maryi Panny w Kicinie
Parafia pw. św. Józefa Oblubieńca Najświętszej Maryi Panny w Kicinie – rzymskokatolicka parafia z siedzibą w Kicinie w gminie Czerwonak, przynależąca do dekanatu czerwonackiego w archidiecezji poznańskiej.

## Historia
W 1510 roku już istniała parafia pw. Wszystkich Świętych w Kicinie. W latach 1610–1620 przeprowadzono odbudowę kościoła. W latach 1749–1751 rozebrano stary kościół i zbudowano nowy. 20 listopada 1752 roku odbyła się konsekracja kościoła pw. Świętego Józefa Oblubieńca Najświętszej Maryi Panny. W 1812 roku utworzono unię personalną parafii Kicin i Wierzenica. W 1830 roku przeniesiono cmentarz w nowe miejsce. W 1852 roku była epidemia cholery. 
W latach 1945–1946 zbudowano kościół filialny w Czerwonaku. W 1947 roku parafia w Wierzenicy stała się samodzielna. 24 grudnia 1978 roku erygowano nową parafię w Czerwonaku.

## Terytorium
- Janikowo,
- Kicin,
- Kliny.

## Komendariusze i proboszczowie
1405. ks. Mikołaj.
1407. ks. Tomasz.
1423. ks. Mikołaj Siedleń.
1423. ks. Mikołaj z Inowłodza.
1423. ks. Mikołaj z Kopanicy.
1425. ks. Mikołaj Mięszporek.
1427. ks. Stanisław.
1431. ks. Jan.
1434. ks. Mikołaj Stępocki.
1445. ks. Tomasz.
1496. ks. Andrzej Ciesielski.
1509. ks. Wawrzyniec.
1518. ks. Maciej z Wielunia.
1778-1779. ks. Jan Nepomucen Haklewicz.
1801-1826. ks. Antoni Górecki.
1826-1842. ks. Józef Lisiewicz.
1842-1848. ks. Antoni Duliński.
1848-1851. ks. Teofil Piątkowski.
1851-1864. ks. Franciszek Koperski.
1864-1903. ks. Wincenty Studniarski.
1903-1904. ks. Maksymilian Bartsch.
1904-1940. ks. Ludwik Haase.
1940-1941. ks. Antoni Piotrowski, Józef Wożniak.
1945. ks. Franciszek Wawrzyniak.
1945-1946. ks. Aleksander Zieleniewski.
1946-1979. ks. Zbigniew Spachacz.
1979-2008. ks. Zbigniew Pawlak.
2008-2016. ks. Andrzej Magdziarz.
2016–2025. ks. Marian Sikora
2025-nadal ks. Marcin Przybylski (administrator)